# Jutrzyna
Jutrzyna (deutsch: Marienau in Schlesien, polnisch veraltet Maryak bzw. Marianów) ist ein Dorf in der Stadt- und Landgemeinde Wiązów im Powiat Strzeliński der Woiwodschaft Niederschlesien in Polen.

## Geographie
Das Angerdorf Jutrzyna liegt neun Kilometer südöstlich von Wiązów (Wansen), etwa 16 Kilometer südöstlich von Strzelin (Strehlen) und 52 Kilometer südöstlich von Breslau in der Schlesischen Tiefebene. Östlich des Dorfes verläuft die Grenze zur Woiwodschaft Opole.
Nachbarorte von Jutrzyna sind im Westen Kowalów (Hermsdorf) und im Südwesten Krajno (Krain).

## Geschichte

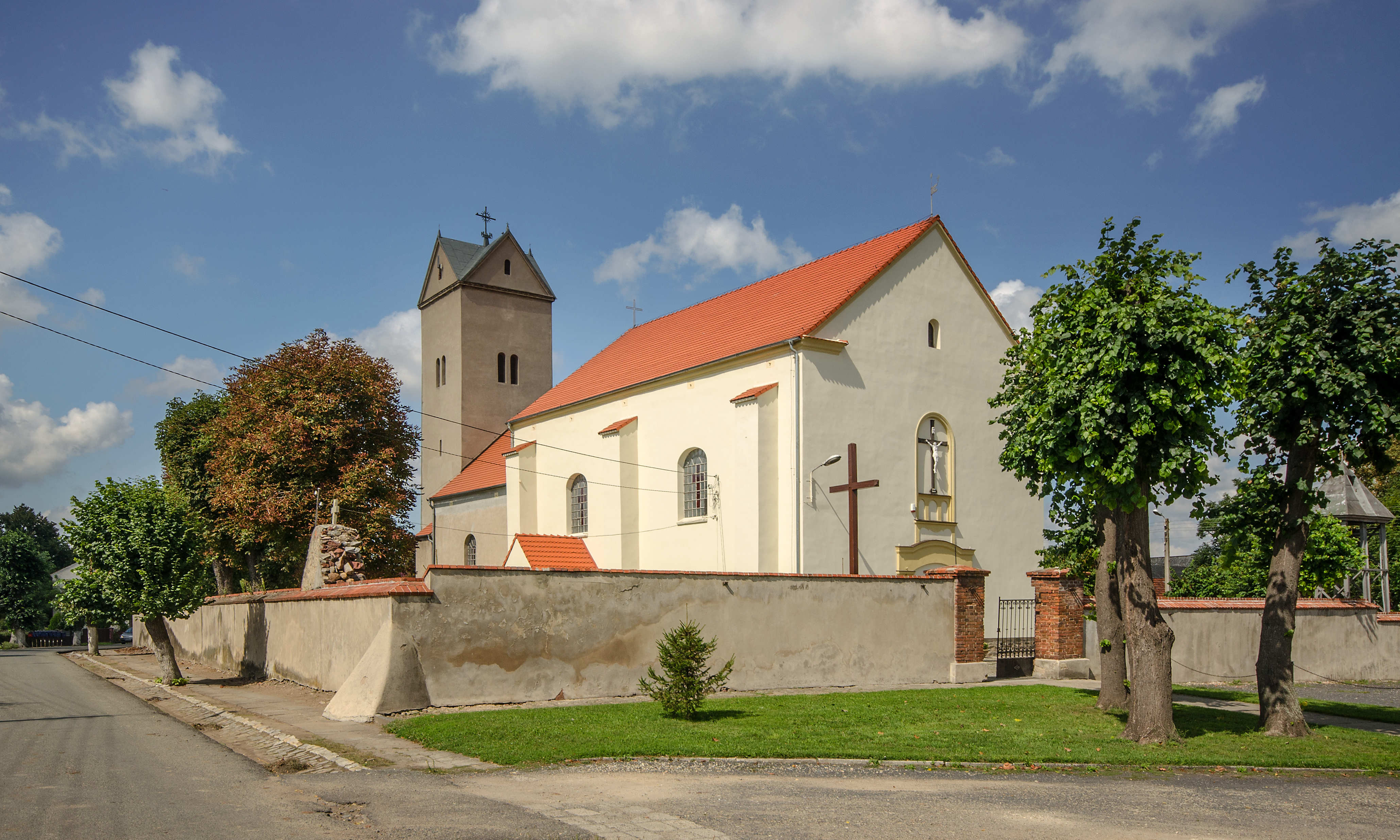
Pfarrkirche St. Franziskus von Assisi

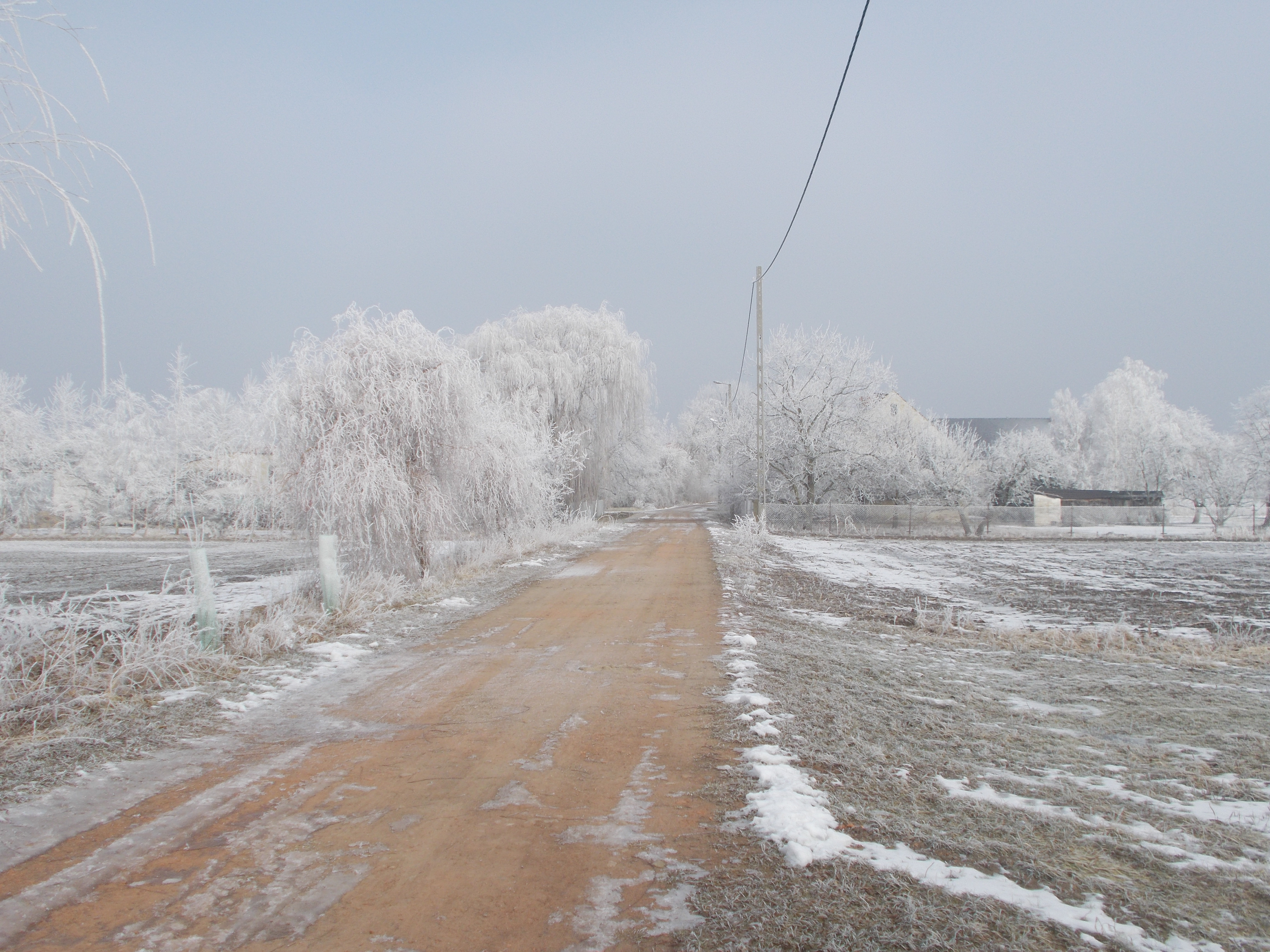
Winter in Jutrzyna

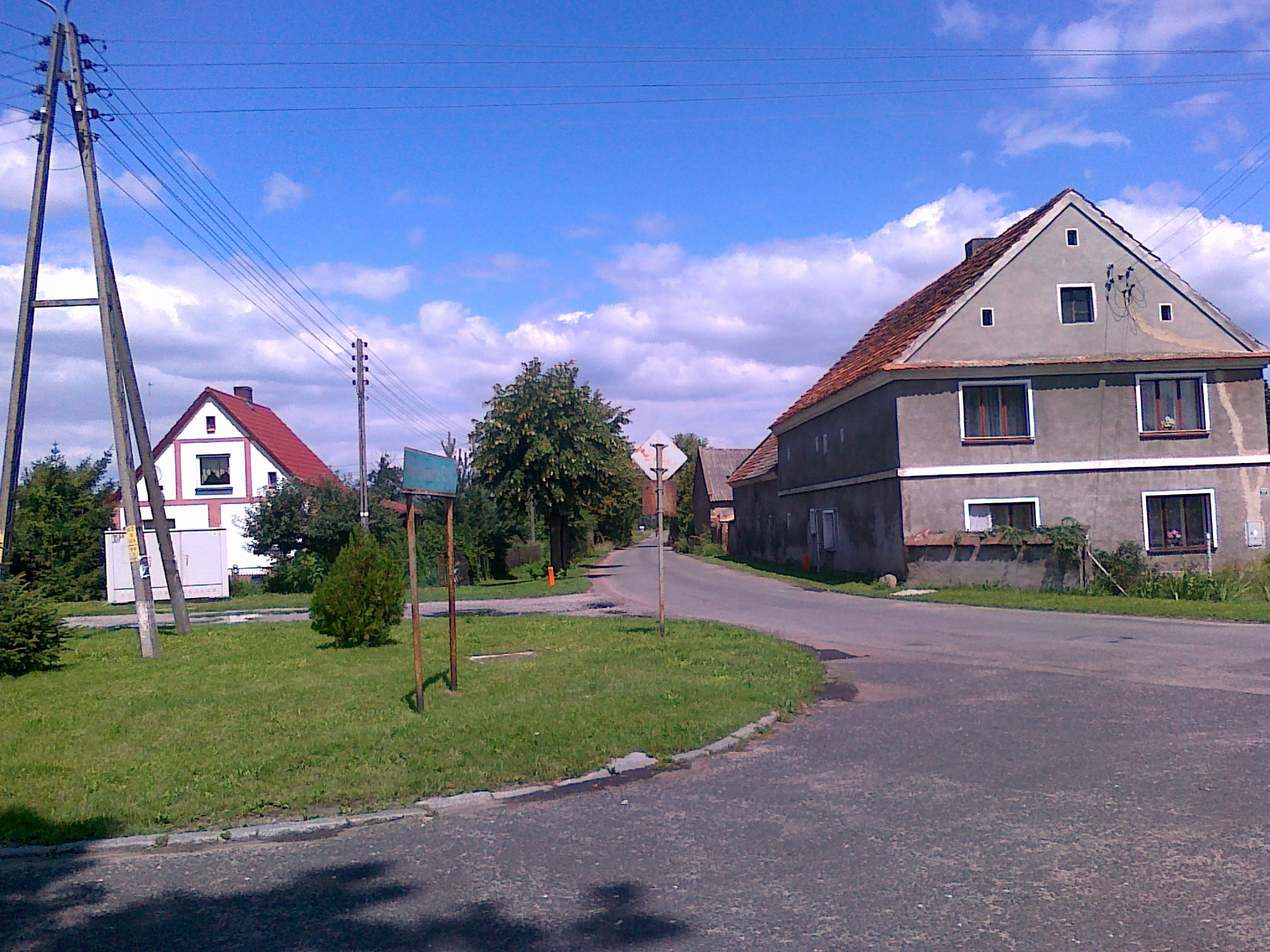
Ortsbild

Der von den Templerorden aus Klein Öls gegründete und zu deutschem Recht ausgesetzte Ort erscheint 1350 in einem Dokument als „Mergenaw“.
In unmittelbarer Nähe sollen sich die Ruinen eines Dorfes Namens „Wischau“ befunden haben, das während des Dreißigjährigen Krieges durch die Pest ausgerottet wurde. Der Legende nach blieben zwei Kinder am Leben, der Knabe nahm Lichtenberg und das Mädchen Marienau und teilten die Äcker, die früher unter dem Namen „Wiesche-Äcker“ und „Wiesche-Wiesen“ geläufig waren.
Nach dem Ersten Schlesischen Krieg fiel Marienau mit dem größten Teil Schlesiens an Preußen. Grundherr war im 19. Jahrhundert das Marionat Klein Öls der Familie Yorck von Wartenburg. Nach der Neugliederung Preußens gehörte die Landgemeinde Marienau ab 1815 zur Provinz Schlesien und war ab 1816 dem Landkreis Ohlau eingegliedert, mit dem es bis 1945 verbunden blieb. 1845 zählte das Dorf, im Besitz von Ludwig Graf Yorck von Wartenburg, 86 Häuser, eine Freischoltisei, 669 überwiegend katholische Einwohner (zwei evangelisch), eine katholische Pfarrkirche unter dem Patronat des Dominiums, mit vier Hufen Pfarrwidum und einer Teilkirche in Hermsdorf, eine katholische Schule nur für diesen Ort, eine Windmühle, eine Brauerei, eine Brennerei, ein Wirtshaus, 20 Handwerker, sechs Händler, 1056 Schafe, 273 Rinder und 210 Schweine. Im Ort wurde Flachsbau, Bienenzucht und Obstanbau betrieben. Seit 1874 gehörte die Landgemeinde Marienau zum Amtsbezirk Knischwitz.
Zum 1. Oktober 1932 wurde der Kreis Ohlau vorübergehend aufgelöst und Marienau wurde dem Kreis Strehlen zugeschlagen. 1933 zählte Marienau 655, 1939 und 626 Einwohner.
Als Folge des Zweiten Weltkriegs fiel Marienau mit dem größten Teil Schlesiens 1945 an Polen. Nachfolgend wurde es durch die polnische Administration zunächst in Marianów und später in Jutrzyna umbenannt. Die einheimischen deutschen Einwohner wurden, soweit sie nicht schon vorher geflohen waren, vertrieben. Die neu angesiedelten Bewohner stammten teilweise aus Ostpolen, das an die Sowjetunion gefallen war. 1999 kam der Ort zum Powiat Strzeliński in der Woiwodschaft Niederschlesien.

## Sehenswürdigkeiten
- Die römisch-katholische Franziskuskirche (Kościół św. Franciszka z Asyżu) wurde 1335 erstmals erwähnt. Der Kirchenbau wurde bereits Ende des 13. Jahrhunderts errichtet und um 1600 erweitert. Anfang des 18. Jahrhunderts wurde das Langhaus erweitert. Der um 1600 am Chor angebaute Glockenturm auf quadratischen Grundriss ist mit vier kleinen Giebeln und Pyramidendach bekrönt.[4]
- Pfarrhaus vom Anfang des 20. Jahrhunderts, ein zweistöckiges Gebäude mit Dachgeschoss.

## Vereine
- Freiwillige Feuerwehr OSP Jutrzyna

## Söhne und Töchter des Ortes
- Paul von Bolko (1850–?), Rittergutsbesitzer und Mitglied des Deutschen Reichstags